# Байдибек ата
Байдибек ата (каз. Бәйдібек-ата, до 1992 г. — Китаевка) — село в Байдибекском районе Туркестанской области Казахстана. Входит в состав Алмалинского сельского округа. Находится примерно в 9 км к востоку от районного центра, села Шаян. Код КАТО — 513639300.
Назван в честь Байдибека Карашаулы.

## Население
В 1999 году население села составляло 1282 человека (679 мужчин и 603 женщины). По данным переписи 2009 года, в селе проживало 1638 человек (853 мужчины и 785 женщин).